# Walter Schnackenberg
Walter Schnackenberg (Bad Lauterberg im Harz, 2 maggio 1880 – Rosenheim, 10 gennaio 1961) è stato un grafico e illustratore tedesco.
Riconosce presto la sua vocazione di artista illustrativo, a soli 19 anni si reca a Monaco di Baviera per studiare presso la scuola di Heinrich Knirr successivamente frequenta la Accademia delle belle arti di Monaco di Baviera. Il suo professore è  Franz von Stuck. 
I suoi disegni e le sue illustrazioni vengono pubblicate nella rivista  Jugend ed in Simplicissimus.
Viaggiò spesso a Parigi, dove si interessò in modo particolare per l'arte di  Henri de Toulouse-Lautrec che successivamente lo influenzò molto. 
Divenne molto famoso nel campo grafico. Creando molti manifesti pubblicitari per il mondo dello spettacolo.
Leggendari i suoi manifesti frivoli per il Deutsches Theater di Monaco di Baviera. Celebre anche per allestimenti decorativi di teatri e per costumi teatrali.
Gli ultimi anni della sua vita li trascorse a Rosenheim, dove muore nel 1961.